# Little River (Alabama)
Little River es una comunidad no incorporada en el condado de Baldwin, Alabama, Estados Unidos. Su código postal es 36550.